# Chimaira
Chimaira – amerykańska grupa muzyczna, wykonująca groove metal.

## Historia

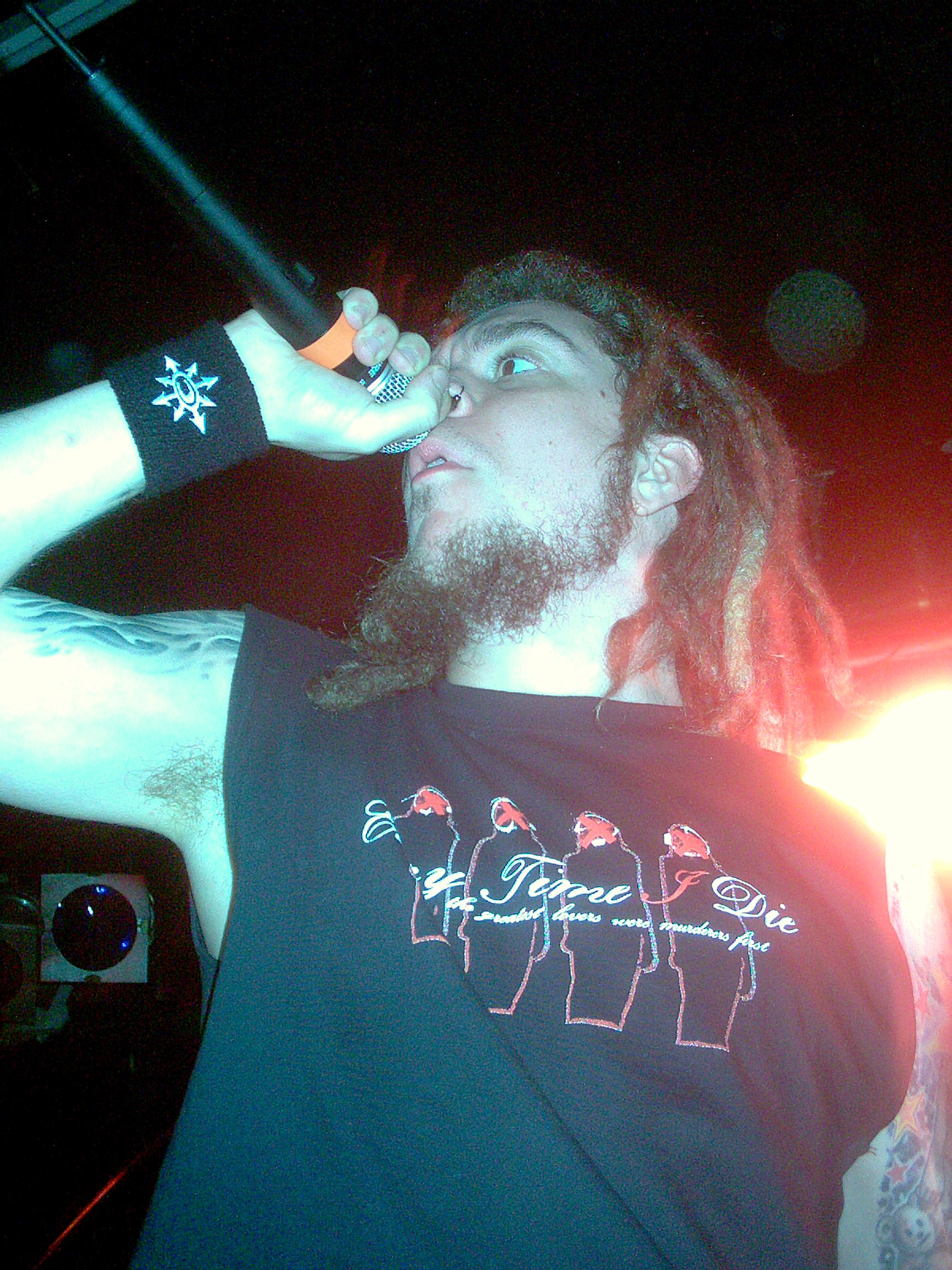
Mark Hunter, 2004

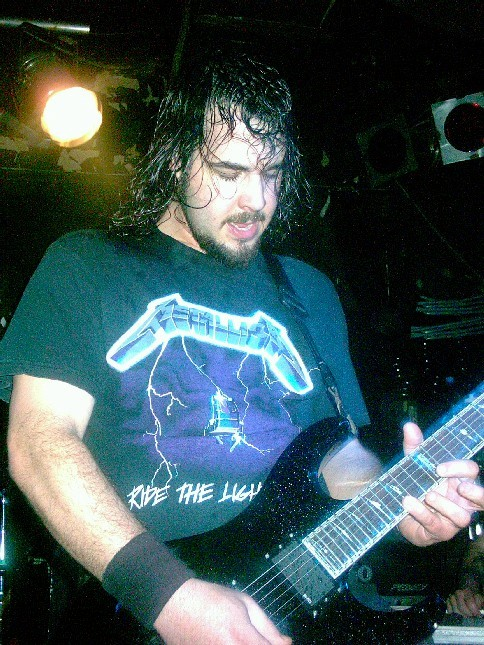
Rob Arnold, 2004

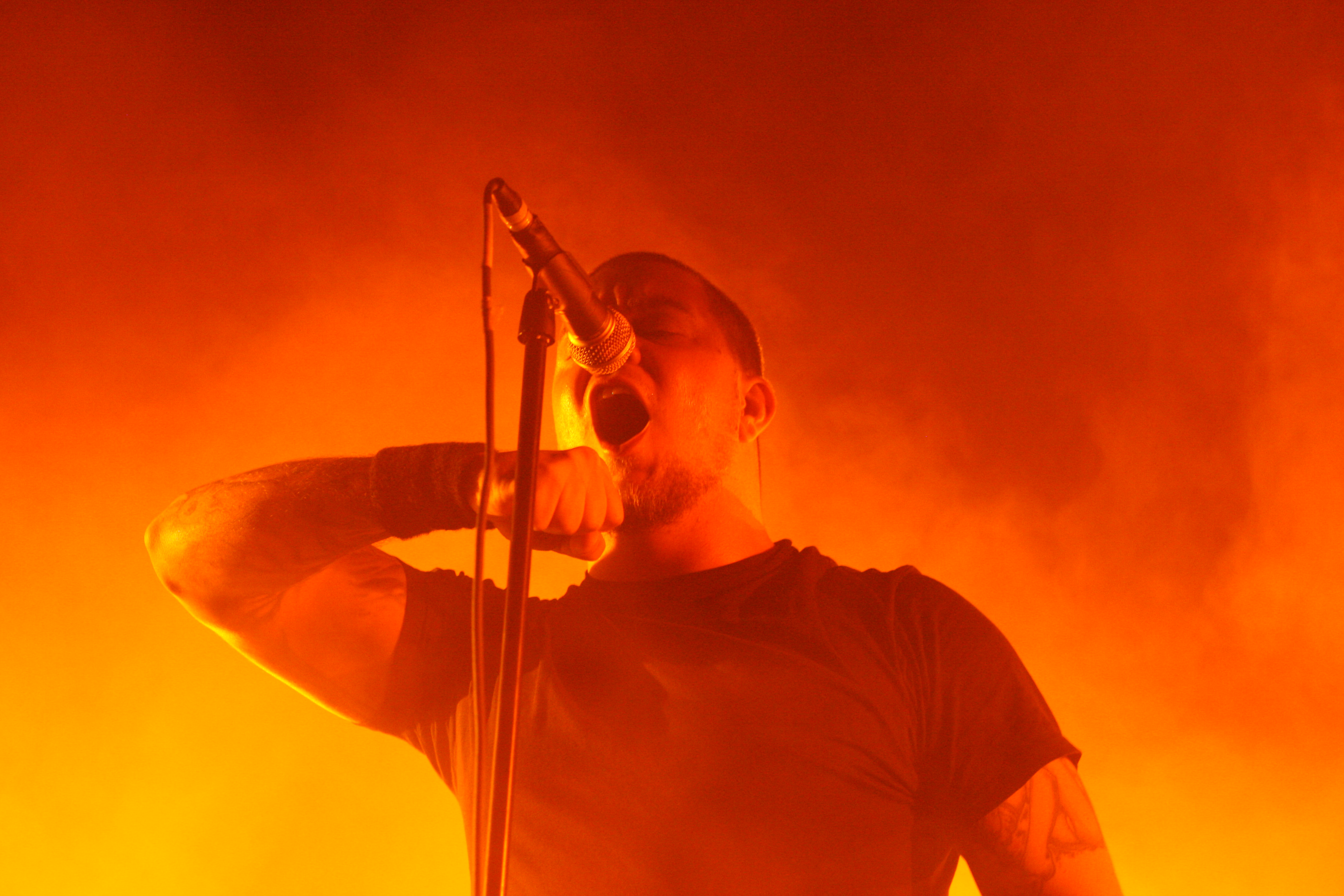
Mark Hunter, 2008

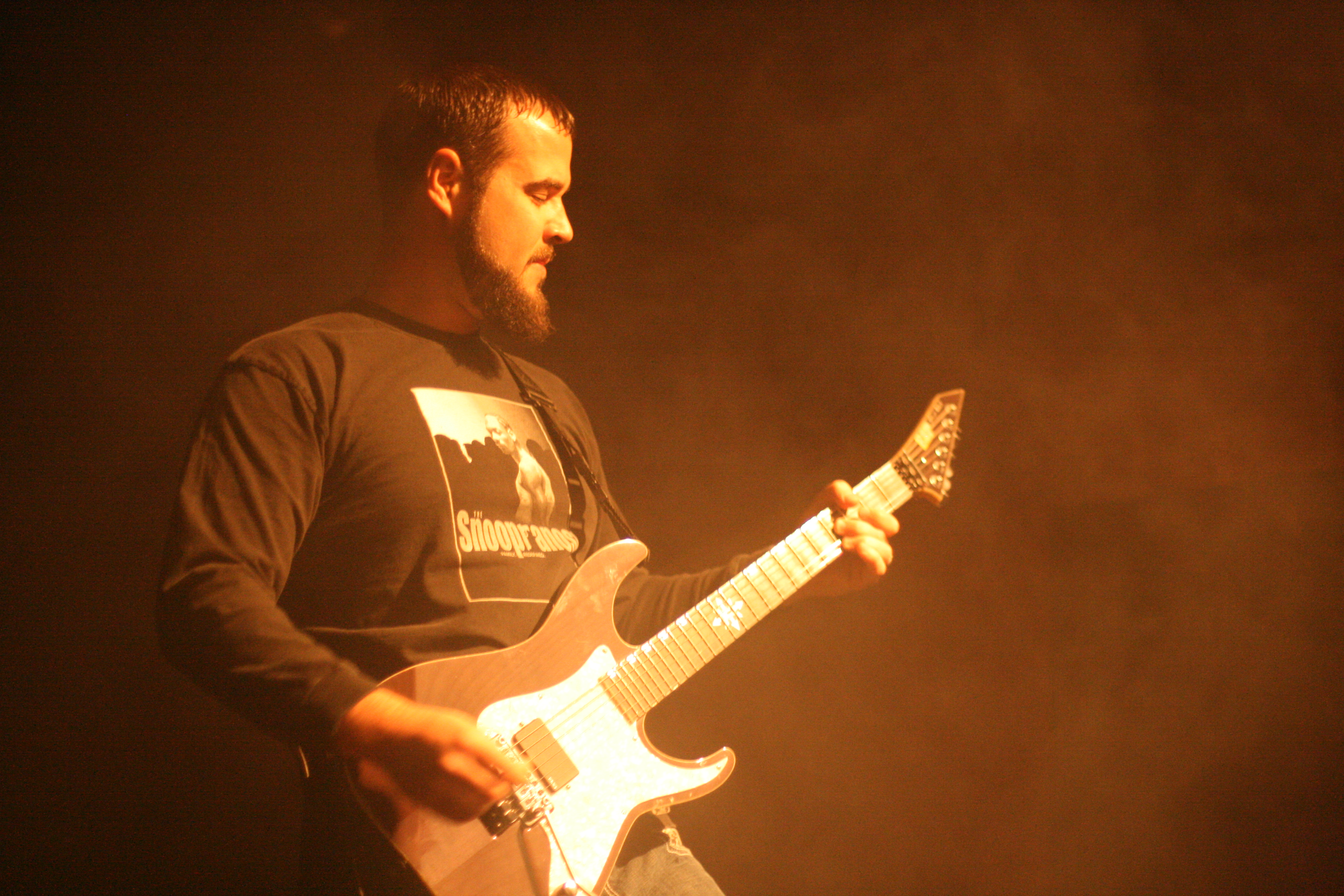
Rob Arnold, 2008

Nazwa grupy powstała od imienia mitycznego potwora Chimera. Do końca 2011 w grupie występowali gitarzyści Rob Arnold i Matt DeVries. Kolejni członkowie opuścili zespół na początku września 2014. Tuż po tym, założyciel i jedyny stały członek zespołu od początku istnienia, wokalista Mark Hunter wydał oświadczenie o zakończeniu działalności grupy Chimaira.

## Muzycy
Ostatni skład zespołu
- Mark Hunter – wokal prowadzący (1998–2014)
- Austin D'Amond – perkusja (2011–2014)[11]
- Sean Zatorsky – instrumenty klawiszowe, wokal wspierający (2011–2014)
- Jeremy Creamer – gitara basowa (2012–2014)
- Matt Szlachta – gitara rytmiczna (2012–2014)

Byli członkowie zespołu
- Jason Genaro – perkusja (1998)
- Andrew Ermlick – gitara basowa (1998–1999)
- Jason Hager – gitara prowadząca (1998–1999), gitara rytmiczna (1999–2001)
- Rob Lesniak – gitara basowa (1999–2000)
- Andols Herrick – perkusja (1999–2003, 2006–2011)[12]
- Rob Arnold – gitara prowadząca, gitara basowa (1999–2011)[13]
- Jim LaMarca – gitara basowa (2000–2008, 2008–2010)
- Chris Spicuzza – instrumenty klawiszowe, wokal wspierający (2000–2011)[14]
- Matt DeVries – gitara rytmiczna (2001–2011)[13]
- Richard Evensand – perkusja (2003–2004)
- Kevin Talley – perkusja (2004–2006)
- Emil Werstler – gitara prowadząca (2012–2014), gitara basowa (2010–2011), gitara rytmiczna (2009)[15]
- Ben Schigel – perkusja (2011)

## Interpretacje
Na podstawie materiału źródłowego.
- "Raining Blood" grupy Slayer (pierwotnie na albumie Reign in Blood z 1986), był wykonywany przez grupę podczas koncertów, m.in. w Cleveland, 29 grudnia 2000.
- "Balls To The Wall" grupy Accept (pierwotnie z albumu Balls To The Wall z 1984), wydany na płycie "ECW Anarchy Rocks Extreme Music 2" (2001) oraz na Darker Than Hate (nieoficjalne promo)[17].
- "Disposable Heroes" grupy Metallica (pierwotnie na Master of Puppets z 1986), wydany na wersji limitowanej Chimaira (2005) i albumie magazynu Kerrang! Master of Puppets: Remastered (2006).
- "Fascination Street" grupy The Cure (pierwotnie na Disintegration z 1989), wydany na albumie składance coverów The Cure, na Darker Than Hate (nieoficjalne promo)[17] i na wersji limitowanej The Impossibility of Reason – Reasoning The Impossible (2003).
- "Slaughtered" grupy Pantera (pierwotnie na Far Beyond Driven z 1994), wydany na albumie Getcha Pull: A Tribute to Dimebag Darrell (2010), składance coverów grupy Pantera w hołdzie Dimebagowi Darrellowi.
- "Wild Thing" grupy The Troggs jako trybut dla aktora Charliego Sheena (utwór pierwotnie został wykonany przez niego w filmie Pierwsza liga (ang. Major League) z 1989).

## Dyskografia
| 2001                           | Pass Out of Existence - Data: 2 października 2001 - Wydawca: Roadrunner Records     | –  | –   | –  | –  | –  | –  |
| 2003                           | The Impossibility of Reason - Data: 13 maja 2003 - Wydawca: Roadrunner Records      | –  | –   | –  | –  | –  | –  |
| 2005                           | Chimaira - Data: 9 sierpnia 2005 - Wydawca: Roadrunner Records                      | 74 | 69  | 60 | –  | 97 | –  |
| 2007                           | Resurrection - Data: 6 marca 2007 - Wydawca: Ferret Records, Nuclear Blast          | 42 | 104 | 71 | 58 | 99 | –  |
| 2009                           | The Infection - Data: 21 kwietnia 2009 - Wydawca: Ferret Records, Nuclear Blast     | 30 | 109 | 85 | 71 | –  | 32 |
| 2011                           | The Age of Hell - Data: 16 sierpnia 2011 - Wydawca: eOne Music, Long Branch Records | 54 | –   | –  | –  | –  | –  |
| 2013                           | Crown of Phantoms - Data: 30 czerwca 2013 - Wydawca: eOne Music                     | 52 | –   | –  | –  | –  | –  |
| "—" pozycja nie była notowana. |                                                                                     |    |     |    |    |    |    |

| Rok  | Tytuł                                                                                |
| ---- | ------------------------------------------------------------------------------------ |
| 2011 | The Age of Remix Hell - Data: 25 grudnia 2011 - Wydawca: Chimaira (digital download) |

| Rok  | Tytuł                                                                               |
| ---- | ----------------------------------------------------------------------------------- |
| 2004 | The Dehumanizing Process - Data: 26 października 2004 - Wydawca: Roadrunner Records |
| 2010 | Coming Alive - Data: 20 lipca 2010 - Wydawca: Ferret                                |

| Rok  | Tytuł                                                                       |
| ---- | --------------------------------------------------------------------------- |
| 2000 | This Present Darkness - Data: 11 stycznia 2000 - Wydawca: East Coast Empire |

## Teledyski
| Rok  | Tytuł                      | Reżyseria       | Album                       |
| ---- | -------------------------- | --------------- | --------------------------- |
| 2002 | "SP Lit"                   | Todd Bell       | Pass Out Of Existence       |
| 2003 | "Pure Hatred"              | Todd Bell       | The Impossibility Of Reason |
| 2003 | "Down Again"               | Paul Brown      | The Impossibility Of Reason |
| 2004 | "Power Trip"               | Lex Halaby      | The Impossibility Of Reason |
| 2005 | "Nothing Remains"          | Shane Drake     | Chimaira                    |
| 2007 | "Resurrection"             | Todd Bell       | Resurrection                |
| 2009 | "Destroy and Dominate"     | Todd Bell       | The Infection               |
| 2011 | "Year of the Snake"        | Todd Bell       | The Age Of Hell             |
| 2013 | "No Mercy"                 | Patrick Finegan | Crown Of Phantoms           |
| 2013 | "All That’s Left Is Blood" | —               | Crown Of Phantoms           |
| 2013 | "Wrapped in Violence"      | The Infection   | Crown Of Phantoms           |